# Lycocerus okinawanus
Lycocerus okinawanus là một loài bọ cánh cứng trong họ Cantharidae. Loài này được Ishida miêu tả khoa học năm 1986.